# Cynthia Nelson
Cynthia Lee Nelson (conocida como Cindy Nelson; Duluth, 19 de agosto de 1955) es una deportista estadounidense que compitió en esquí alpino.

## Trayectoria
Participó en tres Juegos Olímpicos de Invierno, entre los años 1976 y 1984, obteniendo una medalla de bronce en Innsbruck 1976, en la prueba de descenso, y el séptimo lugar en Lake Placid 1980, en la misma prueba.
Ganó tres medallas en el Campeonato Mundial de Esquí Alpino entre los años 1976 y 1982. En la Copa del Mundo consiguió seis victorias y veintiséis podios en total.
Fue la abanderada de Estados Unidos en la ceremonia de apertura de los Juegos Olímpicos de Innsbruck 1976.
En 1976 fue admitida en el Salón de la Fama de U.S. Ski & Snowboard. Después de retirarse de la competición, se convirtió en directora de esquí de los centros de Vail and Beaver Creek Resorts.

## Palmarés internacional
| Juegos Olímpicos   | Juegos Olímpicos             | Juegos Olímpicos  | Juegos Olímpicos |
| Año                | Lugar                        | Medalla           | Prueba           |
| ------------------ | ---------------------------- | ----------------- | ---------------- |
| 1976               | Innsbruck (Austria)          | Medalla de bronce | Descenso         |
| Campeonato Mundial |                              |                   |                  |
| Año                | Lugar                        | Medalla           | Prueba           |
| 1976               | Innsbruck (Austria)          | Medalla de bronce | Descenso         |
| 1980               | Lake Placid (Estados Unidos) | Medalla de plata  | Combinada        |
| 1982               | Schladming (Austria)         | Medalla de plata  | Descenso         |